# Cadel Evans Great Ocean Road Race 2020
La 6.ª edición de la clásica ciclista Cadel Evans Great Ocean Road Race fue una carrera en Australia que se celebró el 2 de febrero de 2020 sobre un recorrido de 171,7 kilómetros.
La carrera formó parte del UCI WorldTour 2020, calendario ciclístico de máximo nivel mundial, siendo la segunda carrera de dicho circuito.
El ganador fue el belga Dries Devenyns del equipo Deceuninck-Quick Step, segundo fue el ruso Pavel Sivakov del INEOS y tercero el sudafricano Daryl Impey del Mitchelton-Scott.

## Recorrido
El recorrido fue un poco similar al del Campeonato Mundial de Ciclismo en Ruta de 2010 realizado en Melbourne, sin embargo, el diseño del circuito fue realizado por el exciclista profesional Scott Sunderland, bajo la supervisión de Cadel Evans. La carrera inició en los suburbios de Geelong's Waterfront, luego el pelotón transcurrió por los primeros 30 kilómetros llanos hasta llegar a la ciudad de Barwon Heads, lugar de nacimiento y residencia de Cadel Evans. Más adelante, la carrera se desplazó a través de la costa pacífica en donde el viento suele jugar un factor determinante para los ciclistas. A continuación, la carrera comenzó a entrar en los bellos lugares de Torquay, un paraíso para los lugareños y un escape muy querido para los visitantes de todo el mundo. A través de la calle principal, la carrera se encuentra con la famosa Great Ocean Road donde las numerosas familias, nadadores y surfistas que se reúnen alrededor de las concurridas playas de Torquay harían una pausa para ver el colorido del pelotón rodar por esta famosa calle australiana. Finalmente, el pelotón se dirigía a un circuito de 3 vueltas con varias cotas antes de llegar a meta, donde sería la última oportunidad para un oportunista escaparse antes de alzar los brazos hasta meta en Geelong's Waterfront después de recorrer 171 kilómetros.

## Equipos participantes
Tomaron parte en la carrera 16 equipos: 15 de categoría UCI WorldTeam y uno de categoría amateur. Formaron así un pelotón de 108 ciclistas de los que acabaron 95. Los equipos participantes fueron:
| WorldTeams (15)- AG2R La Mondiale - Bahrain McLaren - Bora-Hansgrohe - CCC Team - Cofidis - Deceuninck-Quick Step - EF Pro Cycling - Israel Start-Up Nation - Lotto Soudal - Mitchelton-Scott - NTT Pro Cycling - Ineos - Team Sunweb - Trek-Segafredo - Groupama-FDJ translation for headoftableIII_translate index 39 not found- Korda Mentha Real Estate Australia |
| |

## Clasificación final
- La clasificación finalizó de la siguiente forma:[3]

| \| Clasificación general \| Clasificación general \| Clasificación general \| Clasificación general \| Clasificación general \| \| Ciclista \| Ciclista \| Equipo \| Tiempo \| \| \| --------------------- \| --------------------- \| --------------------- \| --------------------- \| --------------------- \| \| 1.º \| Dries Devenyns \| Deceuninck-Quick Step \| 4 h 05 min 49 s \| \| \| 2.º \| Pavel Sivakov \| Team Ineos \| + 0 s \| \| \| 3.º \| Daryl Impey \| Mitchelton-Scott \| + 4 s \| \| \| 4.º \| Jens Keukeleire \| EF Pro Cycling \| + 4 s \| \| \| 5.º \| Dylan van Baarle \| Team Ineos \| + 4 s \| \| \| 6.º \| Jay McCarthy \| Bora-Hansgrohe \| + 4 s \| \| \| 7.º \| Caleb Ewan \| Lotto-Soudal \| + 25 s \| \| \| 8.º \| Marco Haller \| Bahrain McLaren \| + 25 s \| \| \| 9.º \| Elia Viviani \| Cofidis \| + 25 s \| \| \| 10.º \| Simon Yates \| Mitchelton-Scott \| + 25 s \| \| |                  |                       |                 |
| |                  |                       |                 |
| Fuente: ProCyclingStats |                  |                       |                 |
| Clasificación general |                  |                       |                 |
| Ciclista | Ciclista         | Equipo                | Tiempo          |
| 1.º | Dries Devenyns   | Deceuninck-Quick Step | 4 h 05 min 49 s |
| 2.º | Pavel Sivakov    | Team Ineos            | + 0 s           |
| 3.º | Daryl Impey      | Mitchelton-Scott      | + 4 s           |
| 4.º | Jens Keukeleire  | EF Pro Cycling        | + 4 s           |
| 5.º | Dylan van Baarle | Team Ineos            | + 4 s           |
| 6.º | Jay McCarthy     | Bora-Hansgrohe        | + 4 s           |
| 7.º | Caleb Ewan       | Lotto-Soudal          | + 25 s          |
| 8.º | Marco Haller     | Bahrain McLaren       | + 25 s          |
| 9.º | Elia Viviani     | Cofidis               | + 25 s          |
| 10.º | Simon Yates      | Mitchelton-Scott      | + 25 s          |

## Ciclistas participantes y posiciones finales
Convenciones:
- AB-N: Abandono en la etapa "N"
- FLT-N: Retiro por llegada fuera del límite de tiempo en la etapa "N"
- NTS-N: No tomó la salida para la etapa "N"
- DES-N: Descalificado o expulsado en la etapa "N"

## UCI World Ranking
La Cadel Evans Great Ocean Road Race otorgó puntos para el UCI World Ranking para corredores de los equipos en las categorías UCI WorldTeam, UCI ProTeam y Continental. Las siguientes tablas son el baremo de puntuación y los 10 corredores que obtuvieron más puntos:
| Posición   | 1.º | 2.º | 3.º | 4.º | 5.º | 6.º | 7.º | 8.º | 9.º | 10.º | 11.º | 12.º | 13.º | 14.º | 15.º-20.º | 21.º-30.º | 31.º-50.º | 51.º-55.º | 56.º-60.º |
| Puntuación | 300 | 250 | 215 | 175 | 120 | 115 | 95  | 75  | 60  | 50   | 40   | 35   | 30   | 25   | 20        | 12        | 5         | 2         | 1         |

| Clasificación |                  |                            |        |
| Ciclista      | Ciclista         | Equipo                     | Puntos |
| ------------- | ---------------- | -------------------------- | ------ |
| 1.º           | Dries Devenyns   | Deceuninck-Quick Step      | 300    |
| 2.º           | Pavel Sivakov    | INEOS                      | 250    |
| 3.º           | Daryl Impey      | Mitchelton-Scott           | 215    |
| 4.º           | Jens Keukeleire  | EF                         | 175    |
| 5.º           | Dylan van Baarle | INEOS                      | 120    |
| 6.º           | Jay McCarthy     | Bora-Hansgrohe             | 115    |
| 7.º           | Caleb Ewan       | Lotto Soudal               | 95     |
| 8.º           | Marco Haller     | Bahrain McLaren            | 75     |
| 9.º           | Elia Viviani     | Cofidis, Solutions Crédits | 60     |
| 10.º          | Simon Yates      | Mitchelton-Scott           | 50     |